# Kayhan
Kayhan (persa: کيهان, lit. El Cosmos) es un periódico iraní, se lo considera ampliamente como "el periódico iraní más conservador".
Hossein Shariatmadari es el editor en jefe de Kayhan. Su posición oficial es representante del Líder Supremo, el ayatolá, Alí Jamenei.
Su circulación en 2007 fue de aproximadamente 70,000, con aproximadamente 1,000 empleados en todo el mundo. Kayhan también publica ediciones extranjeras especiales, que incluyen Kayhan International en inglés. Su circulación en 2008 se estimó en 350,000.

## Historia y perfil
Kayhan fue fundado en febrero de 1943 por el propietario Abdul-Rahman Faramarzi, con Mostafa Mesbahzadeh como editor en jefe. Más tarde, los roles de Faramarzi y Mesbahzadeh se invirtieron. Publicado tanto en Irán como en Londres, el periódico tuvo una circulación mayor a un millón antes de la Revolución Islámica de 1979.
Después del derrocamiento del sah, se incautaron todos los bienes de Mesbahzadeh, incluida la planta editorial, que era la sede principal del diario. En mayo de 1980, el ayatolá Jomeini nombró a Ebrahim Yazdi, entonces ministro de Asuntos Exteriores, como jefe del diario. Bajo la guía de Mesbahzadeh, la oficina londinense de Kayhan continuó su trabajo y publica un número semanal monárquico conocido como Kayhan London, que tiene una pequeña circulación. En 2006, Mesbahzadeh murió a la edad de 98 años en Los Ángeles, California.
El periódico se enfoca en noticias políticas, culturales, sociales y económicas.

## Orientación política

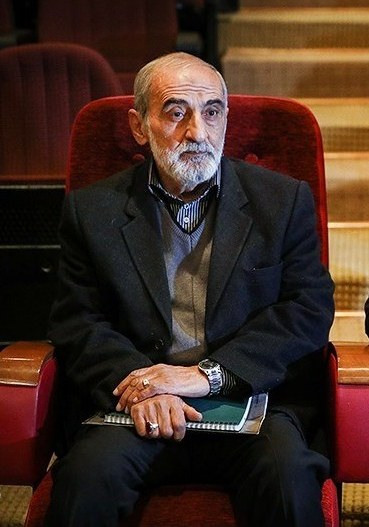
Editor en jefe Husein Shariatmadarí.

Kayhan apoya al gobierno iraní y las políticas del expresidente Mahmud Ahmadineyad. Shariatmadari declaró que el periódico y su personal "defienden la ideología de la revolución islámica". Gareth Smyth, el ex corresponsal en Irán del Financial Times, sostiene que Kayhan articula las opiniones políticas del "campo fundamentalista del régimen". El corresponsal de The New York Times, Michael Slackman, escribió que el periódico "ofrece información sobre los puntos de vista más extremos de los líderes de Irán y sobre la mentalidad y los planes de quienes están en el centro del poder". Un exeditor de Kayhan, Mahmoud Shamsolvaezin, un "reformista" y un acérrimo activista contra el gobierno, afirma: "La verdad es que Kayhan es un periódico de inteligencia [estatal]".
Shariatmadari rechaza las etiquetas "conservador" y "fundamentalista", diciendo "Nos hacen sonar como los talibanes". En cambio, se hace llamar a sí mismo y a aquellos con puntos de vista similares "principalistas". Principalistas es también el nombre de la facción mayoritaria del Parlamento iraní. Este grupo también se conoce como "neo-principalistas" e incluye figuras como Gholamalí Haddad Adel y Saíd Yalilí entre otros. De hecho, el diario es la salida de medios impresos del grupo.

## Controversias
El periódico se volvió polémico en 2010 por reiterar una condena inequívoca de la entonces primera dama francesa Carla Bruni por su carta abierta sobre la sentencia de muerte contra Sakineh Mohammadi Ashtiani por adulterio y presunto asesinato; el periódico llamó a Bruni una "prostituta italiana" y "la cantante y actriz decadente que logró romper [a] la familia Sarkozy" que "merece morir" por su "estilo de vida pervertido", reiterando las sorprendentes similitudes entre Ashtiani y Carla Bruni, y también condenó a la actriz Isabelle Adjani como prostituta. El Ministerio de Asuntos Exteriores de Francia condenó los comentarios como "inaceptables" y convocó al embajador iraní en Francia; el Ministerio de Asuntos Exteriores iraní trató de distanciarse de los comentarios de Kayhan, y el portavoz Ramin Mehmanparast afirmó que "los medios pueden criticar adecuadamente las políticas equivocadas y hostiles de otros países absteniéndose de usar palabras insultantes. Esto no es correcto".